# Турчан, Владимир Мартынович
Владимир Мартынович Турчан (1 [27] июня 1888 — 1951) — штабс-капитан Русской императорской армии, командир 10-й роты 443-го пехотного полка; комбриг РККА (1935), заместитель начальника штаба Забайкальского ВО (1931—1938); член РСДРП(б) в период с 1907 по 1908 год, а затем повторно с октября 1917. Доставил в Двинск согласие Совнаркома на заключение Брестского мира. Был репрессирован 13 марта 1938 года, погиб в одном из лагерей; был реабилитирован.

## Награды
- Орден Красного Знамени (1921).